# Nguyễn Mạnh Tường
Nguyễn Mạnh Tường (ur. 15 maja 1960 w dystrykcie Kim Sơn w prowincji Ninh Bình) – wietnamski strzelec sportowy. Uczestnik igrzysk olimpijskich, medalista igrzysk azjatyckich.

## Życie przed karierą
Zanim został sportowcem, pracował w wietnamskiej policji ludowej.

## Kariera
Rozpoczął występy w drużynie narodowej w wieku 34 lat. Jego pierwszymi międzynarodowymi zawodami były Igrzyska Azjatyckie 1994.
W 1995 wywalczył srebro i brąz na igrzyskach Azji Południowo-Wschodniej. W rozegranej dwa lata później następnej edycji tej imprezy zdobył 3 złote medale i jeden brązowy. W 1999 nie startował, natomiast w 2001 wywalczył 4 złote medale. W 2003 zdobył 5 złotych i 2 srebrne medale.
Zdobył brązowy medal na Igrzyskach Azjatyckich 2002 w strzelaniu z pistoletu centralnego zapłonu z 25 m, zdobywając 586 punktów.
Wziął udział w igrzyskach olimpijskich w 2004, na których wystartował w zawodach w strzelaniu z pistoletu pneumatycznego z 10 metrów, zajmując 41. miejsce z 568 punktami.
W 2006 także zdobył brąz na igrzyskach azjatyckich, tym razem w zawodach drużynowych.
W 2008 ponownie uczestniczył w igrzyskach olimpijskich. Reprezentował Wietnam w zawodach w strzelaniu z pistoletu pneumatycznego z 10 metrów, w których uplasował się na 33. pozycji z 572 punktami oraz z pistoletu dowolnego z 50 m, w których zajął 37. lokatę. Jest najstarszym wietnamskim olimpijczykiem.
W 2010 zapowiedział zakończenie kariery najpóźniej do 2015.

## Życie prywatne
Ma żonę, która nazywa się Tạ Thị Nghĩa. Para ma córkę.

## Odznaczenia
W 2001 i 2003 został odznaczony wietnamskim Orderem Pracy (wiet. Huân chương lao động).